# Echthrogaleus denticulatus
Az Echthrogaleus denticulatus az állkapcsilábas rákok (Maxillopoda) osztályának a Siphonostomatoida rendjébe, ezen belül a Pandaridae családjába tartozó faj.

## Tudnivalók
Tengeri élőlény, amely a Csendes-óceán délnyugati részén él, Új-Zéland közelében. Mint sok más rokona, az Echthrogaleus denticulatus is élősködő életmódot folytat. A gazdaállatai a következők: fehér cápa (Carcharodon carcharias), röviduszonyú makócápa (Isurus oxyrinchus), Alopias pelagicus és rókacápa (Alopias vulpinus).